# The Trick To Life
The Trick to Life é o álbum de estréia da banda de indie pop inglesa The Hoosiers. Foi lançado no Reino Unido em 22 de Outubro de 2007. Até então quatro músicas de trabalho (singles) foram lançados – “Worried About Ray”, “Goodbye Mr A”, ”Worst Case Scenario” e “Cops and Robbers”. O álbum foi lançado com quatro diferentes cores para a capa. Uma versão especial do álbum incluindo duas faixas bônus foi lançado na iTunes Store com uma capa roxa. O CD alcançou o número #1 no UK Charts. Vendeu cerca de 395.900 cópias em 2007. Recentemente foi certificado com o disco de platina duplo pela BPI tendo vendido mais de 600.000 no Reino Unido

## Faixas
1. "Worried About Ray" – 2:46
2. "Worst Case Scenario" – 2:35
3. "Run Rabbit Run" – 3:13
4. "Goodbye Mr A" – 4:27
5. "A Sadness Runs Through Him" – 3:13
6. "Clinging on for Life" – 2:39
7. "Cops and Robbers" – 4:00
8. "Everything Goes Dark" – 3:37
9. "Killer" – 3:49
10. "The Trick to Life" – 2:49
11. "Money to Be Made" – 2:01
12. "The Feeling You Get When" (Hidden track) – 4:17

## Charts
| Charts (2007)      | Posição |
| ------------------ | ------- |
| Irish Albums Chart | 43      |
| UK Albums Chart    | 1       |